# Rusko-švédská válka (1554–1557)
Rusko-švédská válka v letech 1554–1557 (rusky Русско-шведская война 1554–1557, švédsky Stora ryska kriget 1554–1557) byl ozbrojený konflikt mezi ruskou carskou říší a Švédskem o přístup Ruska k Baltskému moři.

## Předchozí události
Neshody mezi Švédskem a Ruskem existovaly již v době před Livonskou válkou, z let 1558-1583.

## Průběh
Válka začala v červnu 1554 obléháním a ostřelováním pevnosti Šliselburg na rozkaz admirála Johana Brigga. V reakci na to se ruské jednotky pokusily obklíčit město Vyborg. Ani jedné straně se však nepodařilo dospět k rozhodujícímu úspěchu.

## Novgorodský mír z roku 1557
Válka nevedla k žádným změnám hranic a dne 25. března 1557 byl podepsán druhý novgorodský mír.